# Palác Granovských z Granova
Palác Granovských z Granova, také dům Granovských nebo Ungeltní dům, je renesanční palácová budova s arkádovým ochozem v prvním patře dvorního průčelí. Palác stojí v areálu Ungeltu, v jehož rámci je chráněn jako kulturní památka České republiky, na adrese Týn 639/1, Staré Město, Praha 1.

## Historie paláce

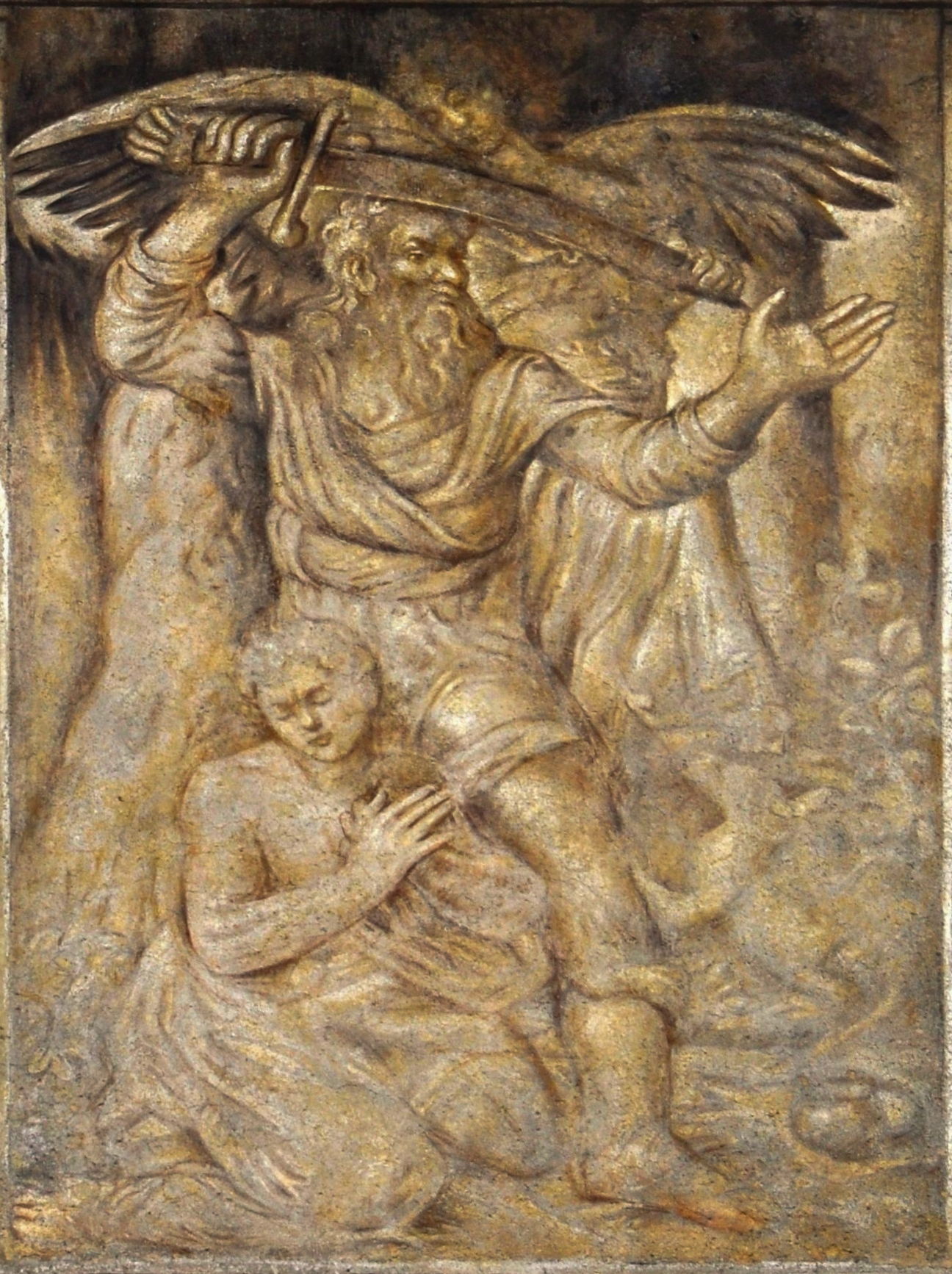
Freska „Abraham obětující Izáka“ na zdi paláce

Pozemek, na kterém palác stojí, získal dekretem císaře Ferdinanda I. v roce 1558 správce Ungeltu Jakub Granovský z Granova. Za to však byl povinen zajistit otvírání a zavírání bran mýtnice – Ungeltu.
Původní "ungeltní dům" stál již od středověku na místech nynějších domů čp. 639, 640 a 1049. Renesanční přestavbou realizovanou v letech 1559–1560 Jakubem Granovským prošla nejprve část odpovídající domu čp. 640 a západnímu křídlu domu čp. 639, o něco později bylo přestavěno i severní dvorní křídlo čp. 639; stavební vývoj domu čp. 1049 (dům U Váhy) byl odlišný.
Rodu Granovských patřil palác do roku 1620, v roce 1623 byl prodán Pavlu Michnovi z Vacínova a roku 1630 Janovi Petráčkovi z Vokounštejna. V roce 1667 došlo k rozdělení renesančního paláce; část odpovídající domu čp. 640 (dům V Starém Ungeltě nebo Petráčkovský dům) je považována za samostatný objekt a jako palác Granovských je dnes zpravidla označován pouze dům čp. 639, tedy dvoukřídlá budova na půdorysu L s krátkým západním křídlem a průjezdem do Týnské ulice a delším severním křídlem s fasádou obrácenou do Týnského dvora (formálně došlo k rozdělení na dvě čísla popisná až v roce 1806).
Palác Granovských patří k k nejčistším projevům italské renesance v Praze. Malby v prvním a druhém patře budovy technikou chiaroscura (šerosvitu) vytvořil italský mistr Francesco Terzio. Malby znázorňují alegorické postavy a ve druhém patře paláce jsou zachyceny biblické motivy (Adam a Eva, Kain a Ábel, Lót a jeho dcery, Abrahám obětující Izáka, Josef a Putifarka, Samson a Dalila, David a Batšeba).
Po roce 1713 byl palác součástí týnského záduší. V letech 1864–1876 byly malby fasády západního křídla nad průjezdem z Týnské ulice otlučeny, malby dvorního křídla byly opraveny v roce 1886 podle návrhu architektů Jana Kouly a Josefa Fanty. Znovu byly malby restaurovány v roce 1925.
Během doby se také měnilo využití paláce. Po roce 1948 bylo např. přízemí využíváno jako sklady a dílny, v prvním a druhém patře byly učebny Krajského ústavu pro další vzdělávání učitelů a bytové prostory.
Po roce 1989 se dům čp. 639 stal opět církevním majetkem, jeho vlastníkem je Arcibiskupství pražské. Část je pronajímána jako kancelářské prostory, část slouží jako restaurace.

## Galerie

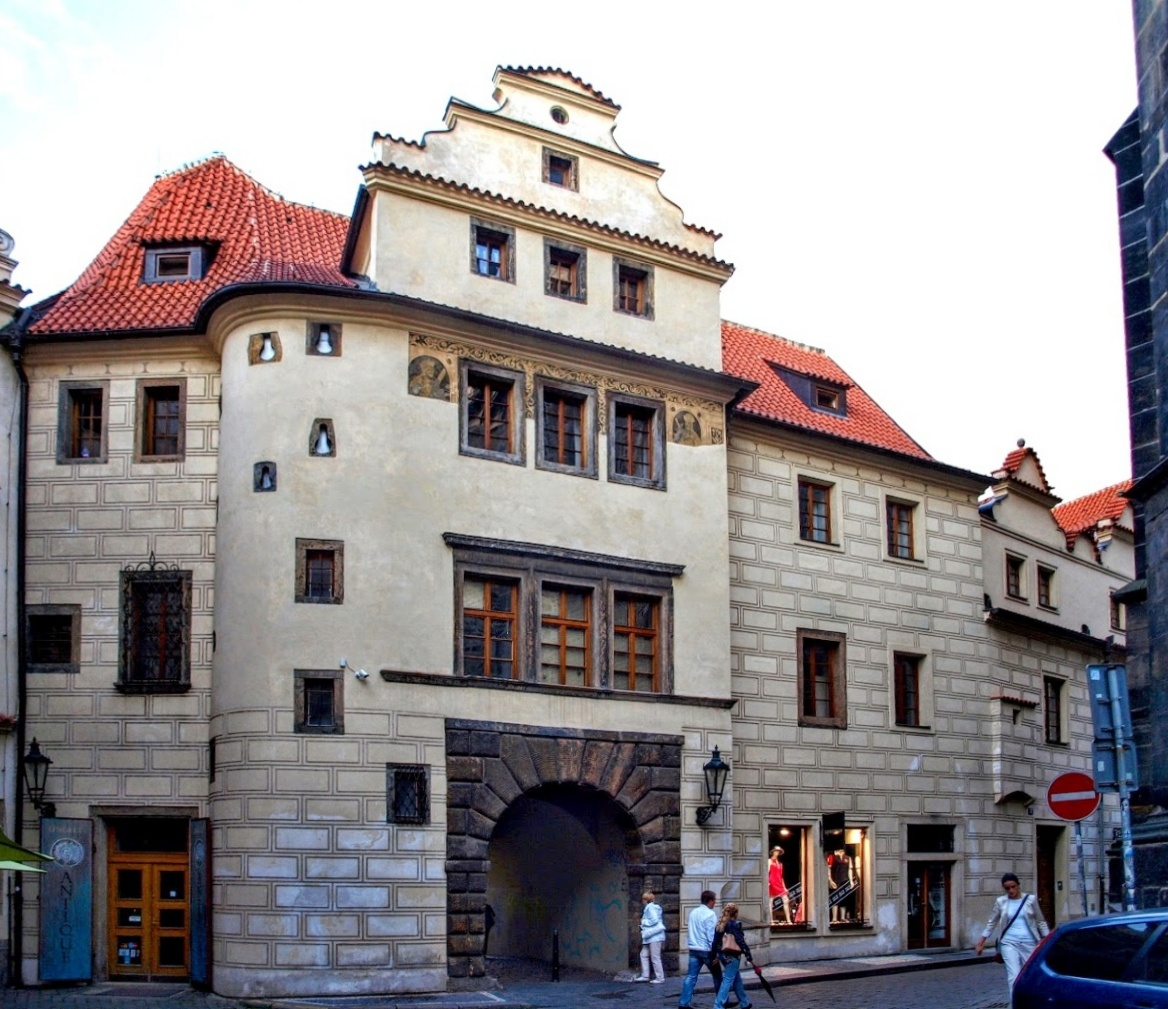
Západní křídlo, pohled z Týnské ulice
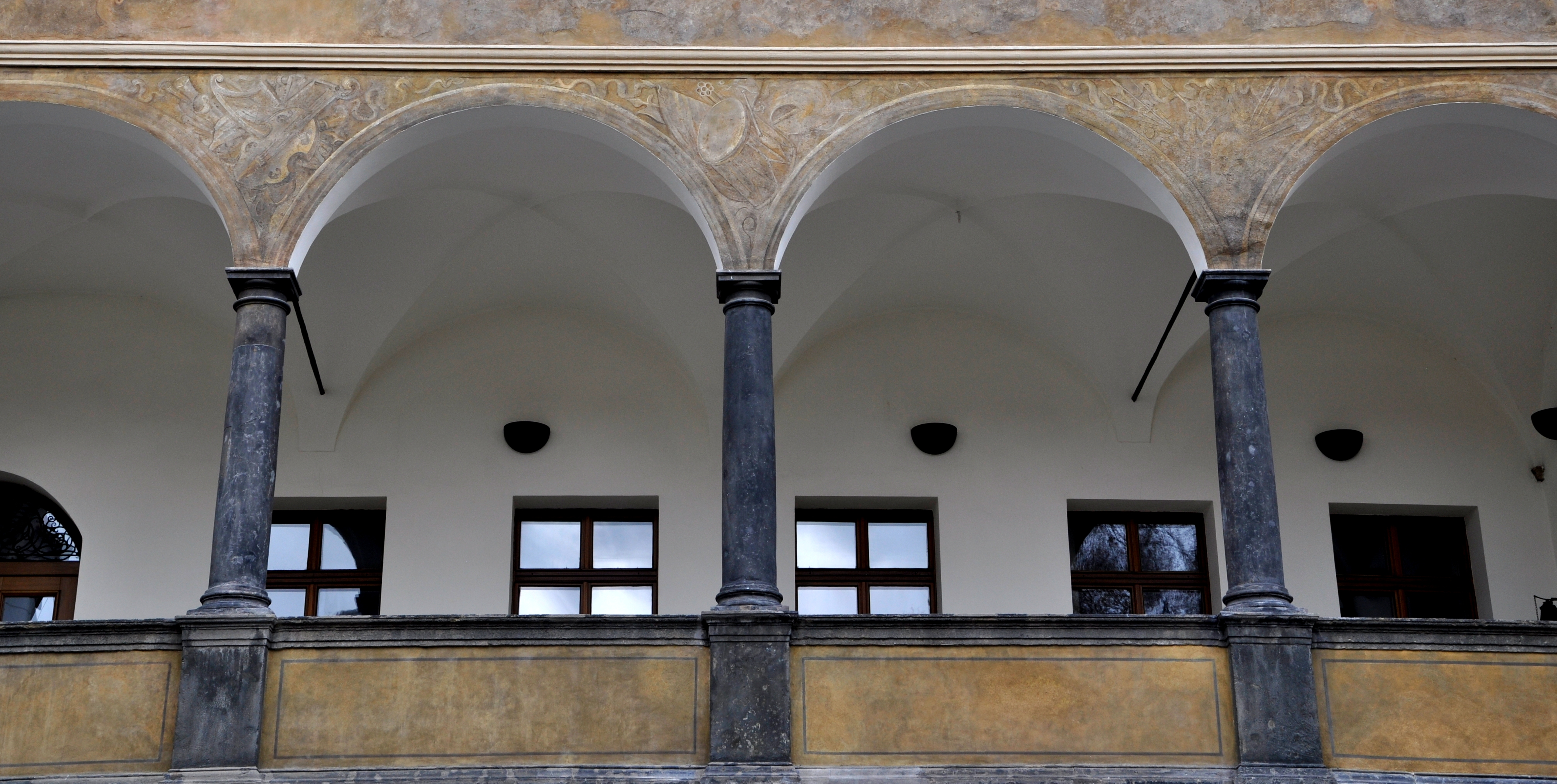
Arkády jižního průčelí
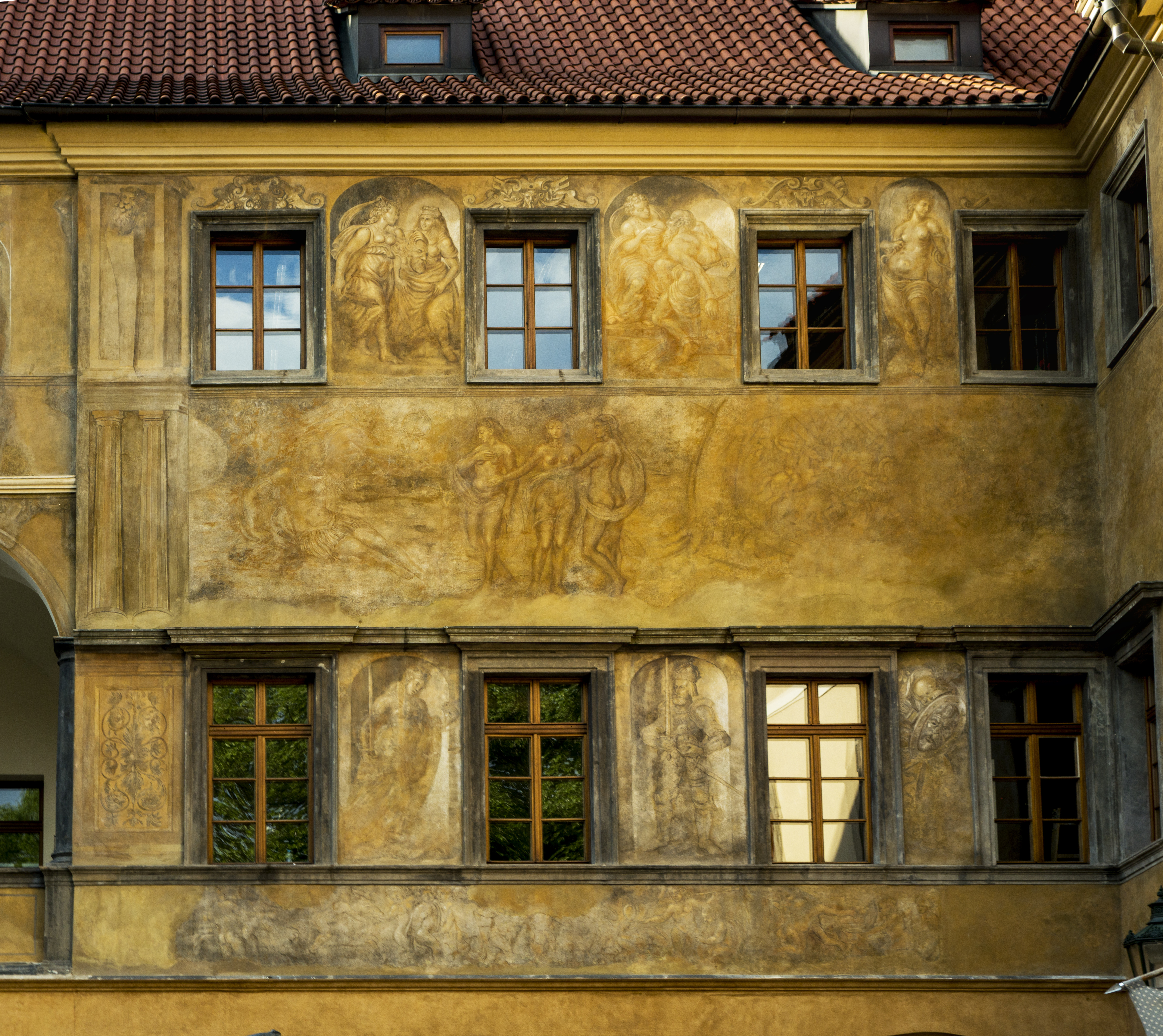
Fresky na jižním průčelí